# Physical Chemistry Chemical Physics
Physical Chemistry Chemical Physics, PCCP, és una revista internacional setmanal científica de recerca, en anglès, que tracta aspectes relacionats amb la fisicoquímica i la biofísica. La publica la Royal Society of Chemistry.
Va sorgir arran de la fusió, el 1999, de Faraday Transactions i d'altres revistes de fisicoquímica que editaven les diferents societats que conformen la Royal Society of Chemistry.
Els articles, abans de ser editats, són sotmesos a una revisió per parells i sempre tracten sobre recerques originals relatives a les matèries corresponents: ciència dels materials, cinètica de feixos moleculars, espectroscòpia, fisicoquímica de macromolècules i polímers, entre d'altres.